# Jonquerettes
 Jonquerettes  es una población y comuna francesa, en la región de Provenza-Alpes-Costa Azul, departamento de Vaucluse, en el distrito de Aviñón y cantón de L'Isle-sur-la-Sorgue.
Está integrada en la Communauté d'agglomération du Grand Avignon.

## Demografía
| 143 | 159 | 157 | 214 | 275 | 255 | 311 | 312 | 319 | 358 | 323 | 310 | 310 | 235 | 250 | 253 | 238 | 236 | 234 | 210 | 180 | 187 | 215 | 201 | 223 | 219 | 213 | 253 | 477 | 812 | 1 088 | 1 236 | 1 251 | 1 224 |
| Para los censos de 1962 a 1999 la población legal corresponde a la población sin duplicidades (Fuente: INSEE [Consultar]) |     |     |     |     |     |     |     |     |     |     |     |     |     |     |     |     |     |     |     |     |     |     |     |     |     |     |     |     |     |       |       |       |       |

Forma parte de la aglomeración urbana de Aviñón.